# Ljubo Kuntarić
Ljuboslav Kuntarić (Čakovec, 20. lipnja 1925. – Volosko, 4. listopada 2016.) bio je hrvatski glazbenik i skladatelj.
Najpoznatiji je po svojim skladbama zabavne glazbe, koje su često bile nagrađivane na festivalima. Također prvi je pobjednik Zagrebačkog festivala sa skladbom "Ta tvoja ruka mala". Skladao je više od 2000 zabavnih i plesnih melodija od kojih su neke "U nedilju Ane (Mali motorin)", "Autobus Calypso" i još mnoge druge koje su mu donijele pobjede na mnogim festivalima zabavne glazbe (Zagreb 1953., '56., Melodije Istre i Kvarnera i druge). Autor je 160 skladbi za djecu, mnogih scenskih djela, opereta, mjuzikla i opera. Također je napisao 40-ak komornih i više od 200 zborskih skladbi, 180 klapskih, 48 tamburaških i 26 mandolinskih te 680 skladba sakralne tematike.

## Životopis
Ljuboslav Ljubo Kuntarić rođen je 20. lipnja 1925. godine u Čakovcu. Glazbu je počeo učiti u rodnom gradu, a nastavio u Varaždinu, te u Požegi. Klavir počinje privatno učiti u sedmoj godini života, a usporedo s Gimnazijom pohađa i Glazbenu školu u Varaždinu. U Čakovcu je svirao u zabavnom i džez orkestru, a kod požeškog kapelnika prof. Vojteha Štetke je učio svirati klavir, violinu i flautu, te harmoniju i početke polifonije. 
Kod profesora Rudolfa Matza pet godina je učio harmoniju i kontrapunkt, kompoziciju, instrumentaciju i glazbene forme, a nakon toga je još nekoliko godina radio s Albom Vidakovićem. Na prvoj godini fakulteta 14. veljače 1945. godine primljen je u Hrvatsko autorsko društvo (I. Glazbeni odsjek), te je zajedno s Miljenkom Prohaskom bio je jedan od utemeljitelja Udruženja zabavne glazbe. U Zagrebu je 1951. godine diplomirao na Tehničkom fakultetu. Nakon završenog fakulteta kao diplomirani inženjer radio je na izgradnji vodovoda Cres-Lošinj, te još na mnogim značajnim projektima.
Prvim radovima pojavljuje se kao skladatelj šlagera. Dana 22. ožujka 1945. godine njegovu skladbu "Ti ni ne slutiš" izveo je uživo na hrvatskom krugovalu najpopularniji hrvatski pjevač tog vremena Andrija Konc.
Seli se u Volosko kraj Opatije gdje počeo skladati i u istarskom melosu. Na kvarneru djeluje više od pet desetljeća te je autor mnogih skladbi raznovrsnog opusa. U svojoj bogatoj glazbenoj karijeri skladao je orkestralne, komorne, klavirske te duhovne skladbe, skladbe i obrade za klape, te djela za tamburaške i puhačke orkestre. Na Radio Rijeci njegove je skladbe pjevao Zvonimir Krkljuš, a uz raznovrsne šlagerske skladbe, Kuntarić je skladao i vrlo uspješne mjuzikle ("Karolina Riječka" s Radojkom Šverko).

## Festivali
Ljubo Kuntarić sudjelovao je na brojnim festivalima na kojima je osvojio mnoga prva mjesta, te brojne druge nagrade za svoj dugogodišnji rad i nastupe na festivalima.
Festivali i nagrađene skladbe
- "Ta tvoja ruka mala" – prva nagrada publike (Zagreb 1953.)
- "Ti i ja" - 3. nagrada (Zagreb'55.)
- "Ako nećeš da te ljubim" - 1. nagrada (Zagreb'56.)
- "Nina" - 3. nagrada (Zagreb'56.)
- "Ti nisi samo moj san" - 3. nagrada stručnog žirija Festivala radio difuzije, Beograd'57.
- "Pjesma tipkačici" - 3. nagrada Festivala radio difuzije, Beograd'57. (prva skladba koju je u svojoj bogatoj karijeri snimila Tereza Kesovija)
- "Na jedrilici" - 4. nagrada Festivala radio difuzije, Beograd'57.
- "Autobus Calypso" - 2. nagrada publike te 3. nagrada stručnog žirija, Opatija'59. (Ivo Robić, Marko Novosel, Betty Jurković, Toni Kljaković, Gabi Novak, Ljubimci žena, Cubismo)
- "U nedilju Ane" - veliki diskografski hit, 3. nagrada publike na festivalu Opatija'60.
- "Opatijo divna" - nagrada Turističkog saveza Opatije.
- "Sva sreća je tu" - MIK'64 te nagrada časopisa Ritam za najvedriju i najbržu melodiju.
- "Bez jedra i vjetra" - 1. nagrada stručnog žirija MIK'64.
- "Plavi twist" - 2. nagrada publike MIK'64.
- "Fešta na palubi" - 3. nagrada publike, MIK'65.
- "Barba Frane" - nagrada lista Arena za najvedriju melodiju, MIK'66
- "Otišel je brodit" - 1. nagrada publike, 1. nagrada stručnog žirija te nagrada za uporabu istarskog melosa, MIK'67.
- "Valovi", 3. nagrada, Beogradsko proleće'58.
- "Sretan put" - 1. nagrada na natječaju za pjesmu u filmu H-8 (Gabi Novak).
- "Pjesma brodskog malog" - nagrada natječaja za film Mala Jole 1955. godine.
- "Mornarska pjesma" i "Šjora Dome" - nagrada natječaja za film Mala Jole
- Mjuzikl Blago s plavog Jadrana - Nagrada Republičkog fonda za unapređivanje kulturne djelatnosti, Zagreb 1974.
- "Zamagljen prozor" - 1. nagrada natječaja za film Medaljon sa tri srca (Stjepan Đimi Stanić, Ivo Robić, Elvira Voća, Drago Diklić)

## Nagrade i priznanja
Ljubo Kuntarić dobitnik je brojnih nagrada i priznanja od kojih su samo 45 festivalske. 
- Nagrada na Zagrebu '64. "Skladatelju pobjedniku prvih 10 festivala" - dodijelila glazbena edicija "Faril" iz Bologne.
- 2007. – Posebna spomen plaketa "Status 2007." u povodu 60 godina javnog umjetničkog djelovanja
- 2009. – glazbena nagrada Porin za životno djelo
- 2015. –  titula počasnog građanina Grada Čakovca[2]

## Vanjske poveznice
- Hrvatsko društvo skladatelja – Kuntarić, Ljuboslav Ljubo
- Jutarnji.hr – UMRO PRVI HRVATSKI 'HIT MAKER' : Otišao je skladatelj brojnih evergreena kao što su "Ta tvoja ruka mala", "Mali motorin" i "Čežnja"